# Sosna tropikalna
Sosna tropikalna (Pinus tropicalis Morelet) – gatunek drzewa iglastego z rodziny sosnowatych (Pinaceae). Występuje na zachodzie Kuby w prowincji Pinar del Río i na wyspie Isla de la Juventud, endemit.

## Morfologia
PokrójDrzewiasty, korona nieregularna, szeroko zaokrąglona, zajmuje 25–33% wysokości drzewa. Gałęzie rozpostarte do podnoszących się.
PieńDorasta do 30 m wysokości i 1,8 m średnicy. Kora młodych drzew i gałęzi łuskowata, łuszcząca się, czerwono-brązowa, z wiekiem staje się gruba, chropowata, nieregularnie, podłużnie i głęboko spękana.
LiścieIgły wyrastają po 2 (rzadko 3) na krótkopędach, proste i sztywne,  jasnozielone lub żółtozielone, o długości (15)20–30 cm i szerokości 1,5 mm. Brzegiem drobnoząbkowane, zaostrzone na końcu.
SzyszkiSzyszki męskie wyrastają w grupach u podstawy pędów, podłużne do cylindrycznych, o długości 20–30 mm i średnicy 5 mm. Początkowo różowe, następnie żółcieją i brązowieją. Szyszki żeńskie wyrastają pojedynczo, w parach lub okółkach (do 6 sztuk), przy końcach pędów. Osadzone na krótkich, grubych szypułkach. Niedojrzałe wąskojajowate, fioletowo-czerwone, o rozmiarach 10 na 5–7 mm. Dojrzałe jajowate, ze spłaszczoną podstawą. Po otwarciu o rozmiarach 5–8 na 4–5,5 cm. Pojedyncza szyszka liczy ok. 100–120 łusek nasiennych. Łuski ciemnobrązowe, proste lub silnie wygięte na zewnątrz, z płaską lub lekko wzniesioną apofyzą. Piramidka grzbietowa, spłaszczona lub lekko wypukła, romboidalna, o szerokości ok. 3 mm, tępa, szarobrązowa do szarej. Nasiona jajowate, lekko spłaszczone, o rozmiarach 5 na 4 mm, opatrzone kleszczowatym skrzydełkiem o długości 12–15 mm i szerokości 5–6 mm.

## Biologia i ekologia
Na wszystkich stronach liścia widać po 6–8 rzędów aparatów szparkowych.
Dwie wiązki przewodzące w liściu. Kanałów żywicznych w igle od 2 do 9, są duże, stykają się zarówno z endodermą jak i hipodermą. Igły pozostają na drzewie przez 2 lata.
Szyszki nasienne dojrzewają w drugim sezonie. Po otwarciu i uwolnieniu nasion pozostają na drzewie przez kilka lat, a następnie odpadają razem z szypułką.
Sosna tropikalna występuje na przybrzeżnych równinach (sawannach) i wzgórzach do wysokości 150 (300) m n.p.m. Rośnie na piaszczystych lub żwirowych madach, dobrze zdrenowanych, ubogich w składniki odżywcze. Klimat w zasięgu występowania jest podzwrotnikowy, z wydłużoną porą suchą i rocznymi opadami ok. 1200 mm.
Na stanowiskach na wyspie Isla de la Juventud towarzyszy jej odmiana typowa sosny karaibskiej P. caribaea var. caribaea. Sosna tropikalna wydaje się być lepiej przystosowana do odnowy po częstych pożarach lasu niż sosna karaibska. W warunkach tłumiących wzrost siewki wykształcają formę trawiastą, co pozwala przetrwać mniej intensywne pożary.

## Systematyka i zmienność
Pozycja gatunku w obrębie rodzaju Pinus:
- podrodzaj Pinus
  - sekcja Pinus
    - podsekcja Pinus
      - gatunek P. tropicalis

Gatunek został opisany przez francuskiego przyrodnika Pierre’a Moreleta w 1851 r. na podstawie okazów znalezionych na zachodzie Kuby (w tym na wyspie Isla de la Juventud). Kiedy oryginalny materiał zaginął za neotyp uznano kolekcję Brittona z 1916 r. zebraną na wyspie Isla de la Juventud. Gatunek został powtórnie opisany ok. 1865 r. przez Charlesa Wrighta jako P. terthrocarpa, a informacje o nim opublikował August Grisebach w 1866 r. nadając mu rangę odmiany: P. cubensis var. terthrocarpa. W 1904 r. Shaw podniósł tę odmianę do rangi gatunku jako P. terthrocarpa, jednak już w 1914 r. uznał za synonim P. tropicalis Morelet. 
P. tropicalis uznawano za blisko spokrewnioną z sosną czerwoną (P. resinosa), jednak gatunki te nie krzyżują się ze sobą. Fakt ten wraz z wynikami badań molekularnych umiejscowił P. tropicalis blisko trzech subtropikalnych sosen: P. massoniana, P. merkusii i P. latteri.

## Zagrożenia i ochrona
Międzynarodowa organizacja IUCN umieściła ten gatunek w Czerwonej księdze gatunków zagrożonych, przyznając mu kategorię zagrożenia LC (Least Concern). 
Zagrożenie to jednak może być niedoszacowane, ze względu na zakładanie na przełomie XX i XXI w. licznych plantacji sosny karaibskiej (P. caribaea var. caribaea) na sawannach zachodniej Kuby - dotychczasowym naturalnym siedlisku P. tropicalis. W celu ochrony sawann jako siedlisk lasów sosnowych założony został w 2001 r. rezerwat Reserva Florística Manejada San Ubaldo-Sabanalamar.

## Zastosowanie
Źródło drewna. Gatunek uprawiany w Chinach (Guangdong).